# (829) Academia
(829) Academia es un asteroide perteneciente al cinturón de asteroides descubierto en 1916 por Grigori Nikoláievich Neúimin.

## Descubrimiento y denominación
Academia fue descubierto por Grigori Neúimin el 25 de agosto de 1916 desde el observatorio de Simeiz, en Crimea, e independientemente por Max Wolf el 31 de agosto del mismo año desde el observatorio de Heidelberg-Königstuhl, Alemania. Se designó inicialmente como 1916 ZY y, posteriormente, se nombró por el 200 aniversario de la Academia de Ciencias de San Petersburgo.

## Características orbitales
Academia orbita a una distancia media del Sol de 2,579 ua, pudiendo alejarse hasta 2,838 ua. Su inclinación orbital es 8,284° y la excentricidad 0,1003. Emplea en completar una órbita alrededor del Sol 1513 días.

## Características físicas
La magnitud absoluta de Academia es 11. Tiene un diámetro de 43,76 km y un periodo de rotación de 7,891 horas. Su albedo se estima en 0,0484.